# Distretto di Harran
Il distretto di Harran (in turco Harran ilçesi) è un distretto della provincia di Şanlıurfa, in Turchia.

## Amministrazioni
Oltre al centro di Harran appartengono al distretto 94 villaggi.

### Comuni
- Harran (centro)

### Villaggi
| - Ağcıl - Akkuş - Aklar - Alacalı - Altılı - Arın - Aslankuyusu - Aslanlı - Aşağı Kesmekaya - Aşağı Yarımca - Avlak - Aydıncık - Aydınlar - Balkat - Balkır - Başkaragöz - Bellitaş - Bilgili - Binekli - Bozyazı - Buğdaytepe - Buldum - Bulgurlu - Bükdere - Büyük Taşlıca - Büyük Türbe - Büyük Yıldız - Ceylangözü - Çağbaşı - Çatalhurma - Çepkenli - Çolpan | - Damlasu - Dayanıklı - Demirli - Doğukesmekaya - Doruç - Duran - Emekli - Eskiharran - Giyimli - Gögeç - Göktaş - Gözcü - Gürgelen - Huzurlu - İmambakır - Kabataş - Karataş - Kaymaklı - Kayaca - Kılıçlı - Kırmıtlı - Koyunluca - Kökenli - Kuruyer - Küçük Yıldız - Küplüce - Meydankapı - Minare - Oğulcuk - Öncüller - Öztaş | - Parapara - Saide - Savacık - Seferköy - Selalmaz - Serince - Sugeldi - Sütlüce - Şahinalan - Şuayıpşehri - Şükürali - Tahılalan - Tantana - Taylıca - Tekneli - Toytepe - Tozluca - Türkoğlu - Uluağaç - Uzunyol - Ünlü - Varlıalan - Yakacık - Yardımlı - Yaygılı - Yayvandoruk - Yenice - Yenidoğan - Yolgider - Yukarı Yakınyol - Yukarı Yarımca |